# دم‌جنبانک خاکستری

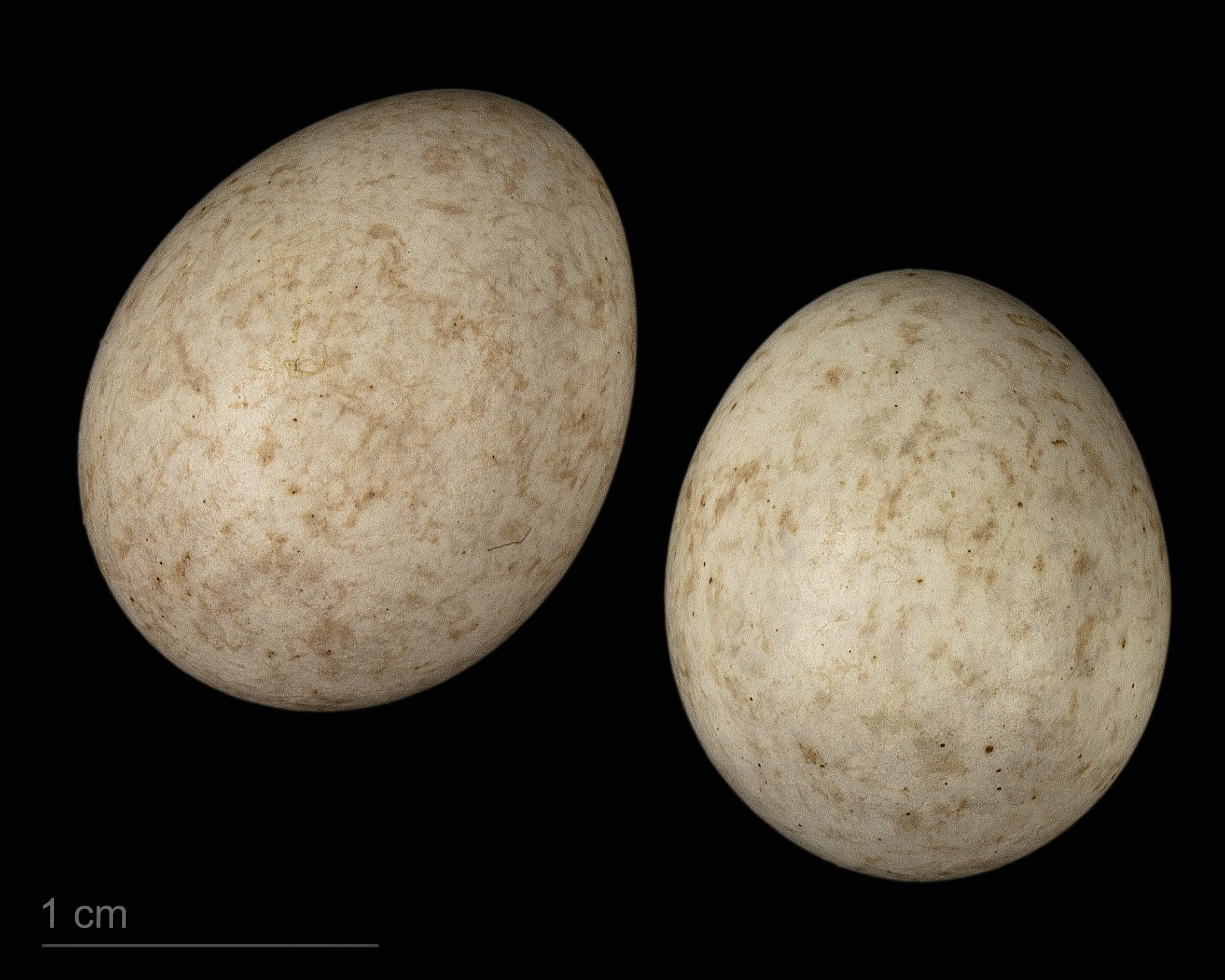
Motacilla cinerea schmitzi

دم‌جنبانک خاکستری (نام علمی: Motacilla cinerea) نام یک گونه از سرده دم‌جنبانک است.